# Baranów (gemeente in powiat Grodziski)
De gemeente Baranów is een landgemeente in het Poolse woiwodschap Mazovië, in powiat Grodziski (Mazovië).
De zetel van de gemeente is in Baranów.
Op 30 juni 2004 telde de gemeente 4873 inwoners.

## Oppervlakte gegevens
In 2002 bedroeg de totale oppervlakte van gemeente Baranów 75,37 km², waarvan:
- agrarisch gebied: 92%
- bossen: 0%

De gemeente beslaat 20,54% van de totale oppervlakte van de powiat.

## Demografie
Stand op 30 juni 2004:
| Omschrijving                   | Totaal | Totaal | Vrouwen | Vrouwen | Mannen | Mannen |
| ------------------------------ | ------ | ------ | ------- | ------- | ------ | ------ |
| eenheid                        | aantal | %      | aantal  | %       | aantal | %      |
| inwoners                       | 4873   | 100    | 2442    | 50,1    | 2431   | 49,9   |
| bevolkingsdichtheid (inw./km²) | 64,7   | 64,7   | 32,4    | 32,4    | 32,3   | 32,3   |

In 2002 bedroeg het gemiddelde inkomen per inwoner 1231,54 zł.

## Plaatsen
- Baranów
- Basin
- Boża Wola
- Bronisławów
- Buszyce
- Cegłów
- Drybus
- Gole
- Gongolina
- Regów
- Holendry Baranowskie
- Karolina
- Kaski
- Kaski-Budki
- Kopiska
- Murowaniec
- Nowa Pułapina
- Osiny
- Stanisławów
- Stara Pułapina
- Strumiany
- Wyczółki
- Żaby

## Aangrenzende gemeenten
Błonie, Grodzisk Mazowiecki, Jaktorów, Teresin, Wiskitki